# Ишмухаммад Байкишиев
Ишмухаммад Байкишиев — посол Бухарского эмирата в Российской и Османской империях.

## Посольство в Российскую империю
В 1795 году И. Байкишиев впервые возглавлял посольство отправленное узбекским правителем из династии Мангытов — эмиром Шахмурадом (1785—1800). Тогда им совмещались дипломатические обязанности с торговой деятельностью в Оренбурге, за что он даже был представлен оренбургским губернатором Г. С. Волконским к награде. Он прибыл в Санкт-Петербург с подарками от эмира, в числе которых упоминается и слон. По итогам переговоров с императором Павлом I, ему удалось купить необходимое для эмирата 600 пудов меди для литья пушек. И. Байкишиев кроме меди повёз в Бухару подарок эмиру от императора — сундук со столовым и чайным серебром, а сам получил в подарок также сундук с чайным серебряным сервизом.
Сын эмира Шахмурада, Хайдар (1800—1826) после восхождения на престол решил укрепить связи с Российской империей и отправил посольство. Посольство снова возглавил И. Байкишиев имевший титул  корчи-баши или высокий титул диванбеги. В конце 1802 года посольство прибыло в Санкт-Петербург и привезло в дар императору 5 лошадей восточной породы. Привезенная им «грамота» извещала о вступлении на бухарский престол эмира Хайдара, в ней новый правитель поздравлял Александра I с восшествием на трон. По итогам переговоров, И. Байкишиеву удалось получить императорского разрешения бухарским подданным совершать хадж через Россию, а также ряд льгот для бухарских купцов. Вместе с ответной грамотой эмиру были направлены подарки — золотые часы с драгоценными камнями и два куска парчи.

## Посольство в Османскую империю
В 1803 году Ишмухаммад Байкишиев прибыл в Стамбул с дипломатической миссией. В 1804 году он вернулся в Бухару.
Посольства Ишмухаммад Байкишиева способствовали укреплению бухарско-российских и бухарско-османских отношений.